# Ігор Жуліо
Ігор Жуліо дос Сантос де Пауло (порт. Igor Julio dos Santos de Paulo, нар. 7 лютого 1998, Бон-Сусесу) — бразильський футболіст, центральний захисник англійського клубу «Брайтон енд Гоув Альбіон».

## Ігрова кар'єра
Народився 7 лютого 1998 року в місті Бом-Сучессо. Вихованець футбольної школи клубу «Ред Булл Бразил».
2016 року перебрався до Австрії, де став гравцем «Ліферінга», ще одного клубу з футбольної імперії «Ред Булл», який грав у Другій австрійській лізі. З наступного року почав потрапляти до заявки зальцбурзького «Ред Булла», за який провів загалом лише дві гри в австрійській Бундеслізі.
У січні 2018 року був орендований «Вольфсбергом», а за півроку — віденською «Аустрією».
Влітку 2019 року за три мільйони євро перейшов до італійського клубу СПАЛ, з яким уклав чотирирічний контракт.
Але вже за півроку, на початку 2020 року бразильця орендувала «Фіорентина», яка на початку того ж року викупила його контракт за 5 мільйонів євро.
У липні 2023 року перейшов у англійський «Брайтон» за 17 млн євро.

## Статистика виступів

### Статистика клубних виступів
Станом на 23 січня 2022
| Сезон                  | Команда                | Чемпіонат              | Чемпіонат | Чемпіонат | Національний кубок | Національний кубок | Національний кубок | Континентальні кубки | Континентальні кубки | Континентальні кубки | Інші змагання | Інші змагання | Інші змагання | Усього | Усього | Усього |
| Сезон                  | Команда                | Ліга                   | Ігор      | Голів     | Ліга               | Ігор               | Голів              | Ліга                 | Ігор                 | Голів                | Ліга          | Ігор          | Голів         | Ігор   | Голів  |        |
| ---------------------- | ---------------------- | ---------------------- | --------- | --------- | ------------------ | ------------------ | ------------------ | -------------------- | -------------------- | -------------------- | ------------- | ------------- | ------------- | ------ | ------ | ------ |
| 2016–17                | «Ліферінг»             | 2Л                     | 25        | 0         | -                  | -                  | -                  | -                    | -                    | -                    | -             | -             | -             | 25     | 0      |        |
| 2017-січ. 2018         | «Ліферінг»             | 2Л                     | 11        | 0         | -                  | -                  | -                  | -                    | -                    | -                    | -             | -             | -             | 11     | 0      |        |
| Усього за «Ліферінг»   | Усього за «Ліферінг»   | Усього за «Ліферінг»   | 36        | 0         |                    | -                  | -                  |                      | -                    | -                    |               | -             | -             | 36     | 0      |        |
| 2016–17                | «Ред Булл»             | БЛ                     | 1         | 0         | КА                 | 0                  | 0                  | ЛЧ+ЛЄ                | 0                    | 0                    | -             | -             | -             | 1      | 0      |        |
| 2017-січ. 2018         | «Ред Булл»             | БЛ                     | 1         | 0         | КА                 | 2                  | 0                  | ЛЧ+ЛЄ                | 0                    | 0                    | -             | -             | -             | 3      | 0      |        |
| Усього за «Ред Булл»   | Усього за «Ред Булл»   | Усього за «Ред Булл»   | 2         | 0         |                    | 2                  | 0                  |                      | 0                    | 0                    |               | -             | -             | 4      | 0      |        |
| січ.-черв. 2018        | «Вольфсберг»           | БЛ                     | 15        | 0         | КА                 | -                  | -                  | -                    | -                    | -                    | -             | -             | -             | 15     | 0      |        |
| 2018–19                | «Аустрія» (Відень)     | БЛ                     | 27        | 0         | КА                 | 3                  | 0                  | -                    | -                    | -                    | -             | -             | -             | 30     | 0      |        |
| 2019-січ. 2020         | СПАЛ                   | A                      | 17        | 0         | КІ                 | 3                  | 1                  | -                    | -                    | -                    | -             | -             | -             | 20     | 1      |        |
| січ.-серп. 2020        | «Фіорентина»           | A                      | 9         | 0         | КІ                 | -                  | -                  | -                    | -                    | -                    | -             | -             | -             | 9      | 0      |        |
| 2020–21                | «Фіорентина»           | A                      | 21        | 0         | КІ                 | 3                  | 0                  | -                    | -                    | -                    | -             | -             | -             | 24     | 0      |        |
| 2021–22                | «Фіорентина»           | A                      | 15        | 0         | КІ                 | 2                  | 0                  | -                    | -                    | -                    | -             | -             | -             | 17     | 0      |        |
| Усього за «Фіорентина» | Усього за «Фіорентина» | Усього за «Фіорентина» | 45        | 0         |                    | 5                  | 0                  |                      | 0                    | 0                    |               | -             | -             | 50     | 0      |        |
| Усього за кар'єру      | Усього за кар'єру      | Усього за кар'єру      | 141       | 0         |                    | 13                 | 1                  |                      | 0                    | 0                    |               | -             | -             | 154    | 1      |        |

## Титули і досягнення
- Чемпіон Австрії (1):

«Ред Булл»: 2016-2017
- Переможець Юнацької ліги УЄФА (1):

«Ред Булл»: 2016-17